# Lord strážce pěti přístavů

Vlajka lorda strážce pěti přístavů

Lord strážce pěti přístavů (Lord Warden of the Cinque Ports) je čestná ceremoniální funkce ve Spojeném království. Jako jedna z nejstarších a dodnes existujících institucí v Anglii byl zřízen v 11. století (název lord strážce pěti přístavů „Cinque Ports“ se ustálil až ve 13. století). Ve středověku byl lord strážce pěti přístavů faktickým správcem jižního pobřeží Anglie s rozsáhlými pravomocemi v politickém uspořádání království. Přibližně od doby anglické revoluce ztratil úřad politický vliv, ale jako čestná hodnost byl udělován významným osobnostem britských dějin včetně sedmi premiérů. Díky bezmála tisícileté existenci je hodnost lorda strážce pěti přístavů dodnes prestižním postem v hierarchii dvorských úřadů Spojeného království. V letech 2004–2022 funkci zastával bývalý vrchní velitel britského loďstva velkoadmirál baron Michael Boyce (1943–2022).

## Historie

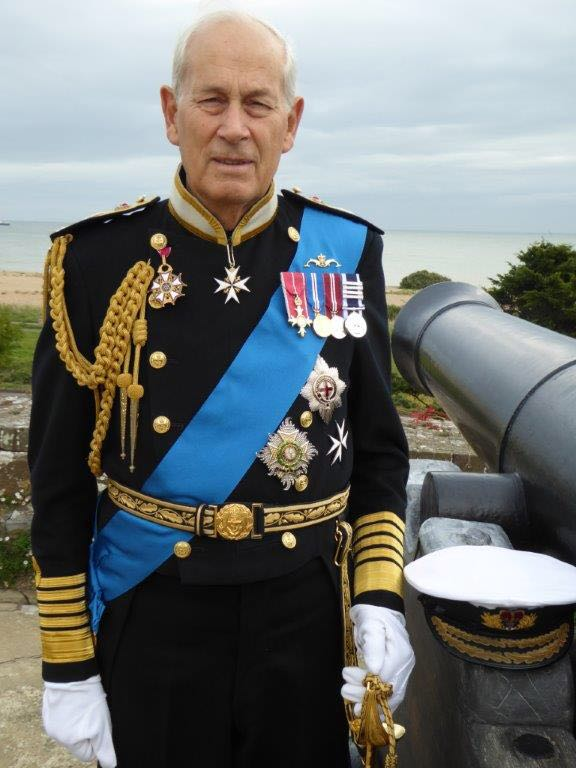
Velkoadmirál baron Michael Boyce (1943–2022) v uniformě lorda strážce pěti přístavů

Když Vilém I. Dobyvatel v roce 1066 ovládl Anglii, z vlastní zkušenosti poměrně snadné možnosti dobytí britských ostrovů si byl vědom zranitelnosti jižního anglického pobřeží. Proto vybral pět přístavů, jimž udělil zvláštní výsady a postavení nezávislé na správě hrabství, kam administrativně spadaly. Jednalo se o města Sandwich, Dover, Hythe, Romney a Hastings, později k nim přibyly ještě přístavy Winchilsea a Rye. Do čela tohoto zvláštního samosprávného celku byl postaven guvernér se sídlem na hradě Dover Castle. Původní název funkce byl Keeper of the Coast, pojmenování lord strážce pěti přístavů se ustálilo až ve 13. století. Kromě výsad měly jmenované přístavy také povinnosti, a to především stavbu a vyzbrojování lodí pro státní potřeby, stejně jako udržování určitého počtu válečných plavidel ve svých loděnicích. Lord strážce také nominoval poslance za přístavy do Dolní sněmovny. Jednalo se o 16 poslaneckých mandátů, takže přibližně do 16. až 17. století měl lord strážce i značný politický vliv. Poklesem významu jmenovaných přístavů došlo k redukci poslanců parlamentními reformami v letech 1832 a 1885 na pouhé tři. Následnou zákonnou úpravou místní samosprávy zanikl i institut tzv. pěti přístavů.
Přibližně od doby restaurace Stuartovců nebyly s úřadem lorda strážce pěti přístavů spojeny žádné mimořádné pravomoce, funkce však přetrvává dodnes a díky téměř tisícileté tradici patří k nejvyšším čestným postům Spojeného království. Zhruba od 18. století byl úřad udělován jako čestná a často doživotní funkce pro významné osobnosti britských dějin, takže mezi lordy strážci pěti přístavů je několik premiérů (William Pitt mladší, Winston Churchill) nebo slavných vojevůdců (maršál Wellington). Úřad zastávalo během historie také několik členů královské rodiny, mezi nimi i jedna žena, královna-matka Alžběta. Po její smrti zůstala funkce dva roky neobsazena a od roku 2004 je lordem strážcem pěti přístavů bývalý vrchní velitel loďstva Spojeného království velkoadmirál baron Michael Boyce (*1942).

## Walmer Castle

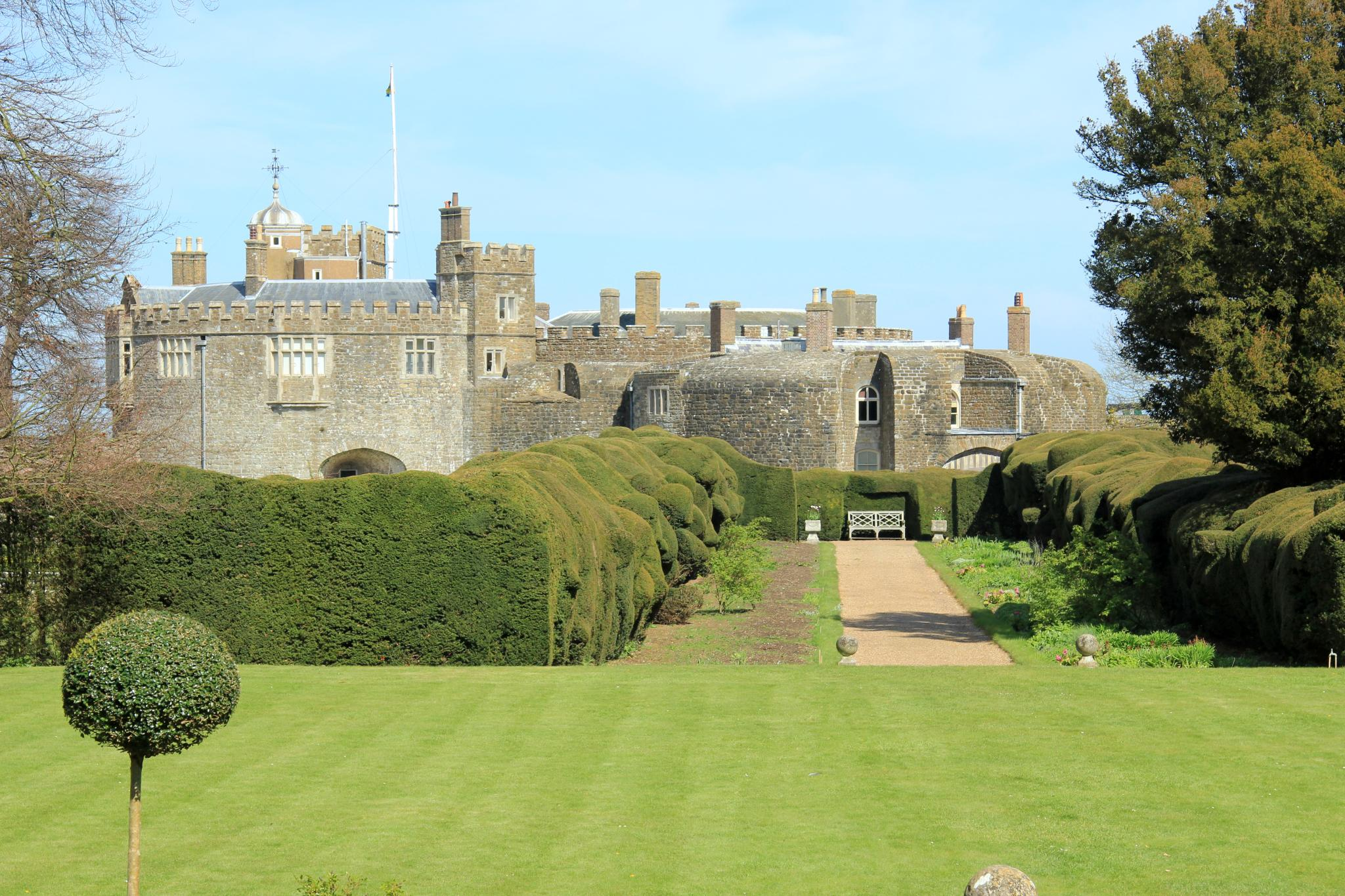
Hrad Walmer Castle (Kent), oficiální sídlo lorda strážce pěti přístavů

Původním sídlem lorda strážce pěti přístavů byl hrad Dover Castle v Kentu, v 18. století se oficiální rezidencí stal hrad Walmer Castle, postavený v letech 1539–1540 Jindřichem VIII. jako součást obranného systému proti případné francouzské invazi. Z nepohodlného Doveru se do Walmer Castle jako první nastěhoval vévoda z Dorsetu, který byl lordem strážcem pěti přístavů téměř čtyřicet let a zahájil stavební úpravy stírající původní ráz vojenské pevnosti. Úpravám hradu a parku se věnovali i jeho další nástupci (William Pitt nebo 2. hrabě Granville). Někteří lordi strážci zde také zemřeli, například vévoda Wellington. Hned při své první návštěvě zde zemřel také ministr financí William Henry Smith ještě předtím, než byl do funkce lorda strážce oficiálně uveden. Ve 20. století byl hrad Walmer Castle k dlouhodobým pobytům využíván již jen zřídka. V současnosti zůstává stále oficiálním sídlem lorda strážce pěti přístavů, ale spravuje jej organizace English Heritage a je přístupný veřejnosti.

## Seznam lordů strážců pěti přístavů od 16. století
| Jméno                                                               | Foto | Nástup do funkce | Konec funkce | Životní data   |
| ------------------------------------------------------------------- | ---- | ---------------- | ------------ | -------------- |
| Vévoda z Yorku (pozdější král Jindřich VIII.)                       |      | 1493             | 1509         | 1491–1547      |
| Sir Edward Poynings                                                 |      | 1509             | 1521         | 1459–1521      |
| Sir Edward Guildford                                                |      | 1521             | 1533         | 1474–1534      |
| George Boleyn, vikomt Rochford                                      |      | 1533             | 1536         | 1504–1536      |
| Henry Fitzroy, vévoda z Richmondu (nemanželský syn Jindřicha VIII.) |      | 1536             |              | 1519–1536      |
| Sir Thomas Cheney                                                   |      | 1536             | 1539         | 1485–1558      |
| Arthur Plantagenet, 1. vikomt Lisle (nemanželský syn Eduarda IV.)   |      | 1539             | 1542         | 1461/1475–1542 |
| Sir Thomas Cheney                                                   |      | 1542             | 1558         | 1485–1558      |
| William Brooke, 10. baron Cobham                                    |      | 1558             | 1597         | 1527–1597      |
| Henry Brooke, 11. baron Cobham                                      |      | 1597             | 1603         | 1564–1618      |
| Henry Howard, 1. hrabě z Northamptonu                               |      | 1604             | 1614         | 1540–1614      |
| Robert Carr, 1. hrabě ze Somersetu                                  |      | 1614             | 1615         | 1587–1645      |
| Edward la Zouche, 11. baron Zouche                                  |      | 1615             | 1624         | 1556–1625      |
| George Villiers, 1. vévoda z Buckinghamu                            |      | 1624             | 1628         | 1592–1628      |
| Theophilus Howard, 2. hrabě ze Suffolku                             |      | 1628             | 1640         | 1584–1640      |
| James Stewart, 4. vévoda z Lennoxu                                  |      | 1641             | 1642         | 1612–1655      |
| Edward Boys                                                         |      | 1642             | 1646         | 1579–1646      |
| John Boys                                                           |      | 1646             | 1648         | 1607–1664      |
| Algernon Sidney                                                     |      | 1648             | 1651         | 1623–1683      |
| Thomas Kelsey                                                       |      | 1651             | 1654         | –1680          |
| Robert Blake                                                        |      | 1654             | 1657         | 1599–1657      |
| Heneage Finch, 3. hrabě z Winchilsey                                |      | 1660             |              | 1628–1689      |
| Vévoda z Yorku (pozdější král Jakub II.)                            |      | 1660             | 1669         | 1633–1701      |
| Heneage Finch, 3. hrabě z Winchilsey                                | ]    | 1669             | 1689         | 1628–1689      |
| John Beaumont                                                       |      | 1689             | 1691         | 1636–1701      |
| Henry Sydney, 1. hrabě z Romney                                     |      | 1691             | 1702         | 1641–1704      |
| princ Jiří Dánský                                                   |      | 1702             | 1708         | 1653–1708      |
| Lionel Sackville, 7. hrabě z Dorsetu                                |      | 1708             | 1713         | 1688–1765      |
| James Butler, 2. vévoda z Ormonde                                   |      | 1713             | 1714         | 1665–1745      |
| Lionel Sackville, 7. hrabě z Dorsetu                                |      | 1714             | 1717         | 1688–1765      |
| John Sidney, 6. hrabě z Leicesteru                                  | ]    | 1717             | 1727         | 1680–1737      |
| Lionel Sackville, 1. vévoda z Dorsetu                               |      | 1727             | 1765         | 1688–1765      |
| Robert Darcy, 4. hrabě z Holdernessu                                |      | 1765             | 1778         | 1718–1778      |
| Frederick North, 2. hrabě z Guildfordu                              |      | 1778             | 1792         | 1733–1792      |
| William Pitt mladší                                                 |      | 1792             | 1806         | 1759–1806      |
| Robert Jenkinson, 2. hrabě z Liverpoolu                             |      | 1806             | 1828         | 1770–1828      |
| Arthur Wellesley, 1. vévoda z Wellingtonu                           |      | 1829             | 1852         | 1769–1852      |
| James Broun-Ramsay, 1. markýz z Dalhousie                           |      | 1853             | 1860         | 1812–1860      |
| Henry Temple, 3. vikomt Palmerston                                  |      | 1861             | 1865         | 1784–1865      |
| Granville Leveson-Gower, 2. hrabě Granville                         |      | 1865             | 1891         | 1815–1891      |
| William Henry Smith                                                 |      | 1891             |              | 1825–1891      |
| Frederick Hamilton-Temple-Blackwood, 1. markýz Dufferin             |      | 1891             | 1895         | 1826–1902      |
| Robert Cecil, 3. markýz ze Salisbury                                |      | 1895             | 1903         | 1830–1903      |
| George Curzon, 1. baron Curzon                                      |      | 1904             | 1905         | 1859–1925      |
| Princ waleský (pozdější král Jiří V.)                               |      | 1905             | 1907         | 1865–1936      |
| Thomas Brassey, 1. hrabě Brassey                                    |      | 1908             | 1913         | 1836–1918      |
| William Lygon, 7. hrabě Beauchamp                                   |      | 1913             | 1934         | 1872–1938      |
| Rufus Isaacs, 1. markýz z Readingu                                  |      | 1934             | 1935         | 1860–1935      |
| Freeman Freeman-Thomas, 1. markýz z Willingdonu                     |      | 1935             | 1941         | 1866–1941      |
| Sir Winston Spencer Churchill                                       |      | 1941             | 1965         | 1874–1965      |
| Sir Robert Gordon Menzies                                           |      | 1965             | 1978         | 1894–1978      |
| Alžběta, královna-matka                                             |      | 1978             | 2002         | 1900–2002      |
| Michael Boyce, 1. baron Boyce                                       |      | 2004             | 2022         | 1943–2022      |
| Sir George Zambellas                                                |      | 2024–            |              | 1958           |